# Carlo Bellosio
Carlo Bellosio (Milano, 21 ottobre 1801 – Bellagio, 15 settembre 1849) è stato un pittore italiano.

## Biografia
La sua formazione avvenne presso l'Accademia di belle arti di Brera, dove fu allievo di Luigi Sabatelli, Francesco Hayez e Camillo Pacetti alla Scuola del Nudo, frequentando anche la Scuola di Pelagio Palagi in Via Camperio.
Lavorò a Voltri nella chiesa di Sant'Ambrogio; a Milano dove dipinse le cappelle della chiesa del Santo Sepolcro, l'Assunzione di Maria nella chiesa di Santa Maria Segreta, il Battesimo di San Giovanni per il tempio di San Protasio, in Santa Barnaba, in Santa Maria Podone. 
Lavorò anche in numerose località lombarde, a Trezzo d'Adda, a Vertova, in val Seriana, a Segrate a Santa Maria, a Cressa (Novara) nel santuario di San Prospero, nonché in numerose cappelle e cimiteri in tutta la regione.
Fu chiamato ad affrescare palazzi e ville: a Milano le Baccanti e l'Aurora nel salone di casa Poreti, a Ponte San Pietro una serie di affreschi decorativi in casa Scotti, a Como nella casa Casati, a Novara in casa dei Conti Leonardi, a Pallanza, a Pavia, a Medolago in casa dei conti Medolago, a Viggiù in casa dei conti Borromeo. Fra le commissioni pittoriche più curiose ci fu quella dell'inglese Edwin che volle “una copia esatta del Cenacolo di Leonardo”, che pare esista ancora nella contea del Devonshire in Inghilterra.
Nel 1834 venne chiamato dai Savoia  alla reale villa di Racconigi (dove si conserva il grande dipinto Episodio del diluvio, considerato il suo capolavoro), e col suo maestro, Pelagio Pelagi intraprese un vasto ciclo di dipinti, sia a fresco che a olio ed a stucco di soggetti mitologici e decorativi; finiti quelli, fu incaricato di un'altra vasta serie di affreschi per la regia villa di Pollenzo; poi dipinse nel palazzo reale di Torino (dove affrescò l'Istituzione dell'Ordine della Santissima Annunziata), nella cappella del Regio castello ed al Collegio reale, sempre a Torino.
Ritiratosi a Bellagio dipinse nel 1841 una grande scena del Diluvio Universale, una grande composizione folta di personaggi e ricca di particolari drammatici, poi, dopo aver terminato nella Galleria Reale di Torino un notevole affresco, Penelope che propone ai Proci il cimento con l'arco di Ulisse, nel 1845 con un lungo e movimentato viaggio raggiunse la Russia per visitare e conoscere dal vero la Beresina e ritrarre così i luoghi della grande e tragica epopea napoleonica che tanto lo seduceva.
Ritornato in patria si mise all'opera proponendosi di ritrarre in una gigantesca composizione pittorica con più di 50 figure la tremenda scena della catastrofica ritirata di Napoleone, ove tanti soldati del Regno d'Italia avevano perso la vita. Date le immense dimensioni della gigantesca  tela, il pittore in un suo fondo  fece costruire un largo rustico  ove egli potesse dipingere con piena comodità. Bellosio vi lavorò indefessamente, senza concedersi alcuna tregua per mesi e la fatica, alle conseguenze dell'avventuroso viaggio, al freddo ed alla scomodità dello stare ore e giornate intere nel capannone, gli minarono la salute e prima che la vastissima tela fosse abbozzata, Bellosio immaturamente morì nel 1849.